# 사이조정 (히로시마현 히바군)
사이조정(西城町)은 히로시마현 히바군 북동부에 있던 정이다.
2005년 3월 31일, 구 쇼바라시, 히바군,  도조정, 구치와정, 다카노정, 히와정, 고누군 소료정과 신설합병해 쇼바라시가 되어, 동시에 히비군도 소멸하였다.

## 역사
- 1889년 4월 1일 - 정촌제 시행에 사이조촌이 성립하였다.
- 1898년 2월 10일 - 정으로 승격해 사이조정이 되었다.
- 2005년 3월 31일 - 구 쇼바라시, 히바군,  도조정, 구치와정, 다카노정, 히와정, 고누군 소료정과 신설합병해 쇼바라시가 되었다. 동시에 히바군도 106년반의 역사에 종지부를 찍었다.

## 교통

### 철도
- 서일본 여객철도
  - 게이비 선
  - 기스키 선

### 도로
- 국도 제183호선
- 국도 제314호선 (일본)(일본어판)